# STVハウジングプラザ
STVハウジングプラザは、日本の北海道札幌市に所在する住宅展示場。

## 概要
札幌テレビ放送㈱が主催し、運営は㈱ライダース・パブリシティが行う総合住宅展示場。2021年9月18日にSTVハウジングプラザ ギャラリー北円山がオープンし、札幌市内に宮の沢、北24条、平岡の4会場となった。
- 後援　札幌市、独立行政法人住宅金融支援機構北海道支店、北海道建築指導センター
- ギャラリー北円山会場 インフォメーションハウス内ショールーム企画協力 北海道電力㈱

## 展示場
- STVハウジングプラザ北24条（東区北24条）
- STVハウジングプラザ宮の沢（手稲区西宮の沢）
- STVハウジングプラザ平岡（清田区平岡）
- STVハウジングプラザ ギャラリー北円山（中央区北5条）

## 開場時間・定休日
- 開場時間 午前10時 - 午後6時
- 定休日 水曜日（祝日の場合は開場）